# Quadriplano
O quadriplano é uma configuração de aeronave em que consiste em quatro asas, ela nunca foi usada em combate apesar de ter sido usada no Armstrong Whitworth F.K.10 da Primeira Guerra Mundial.
Layout
| Quadriplano |

## Imagens de exemplo

Quadriplanos
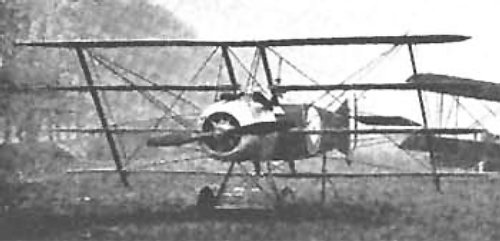
Armstrong Whitworth F.K.10 exemplo de quadriplano.
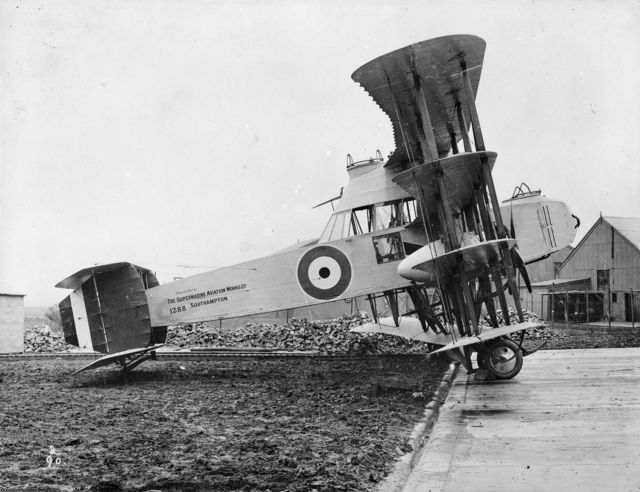
Supermarine Nighthawk exemplo de quadriplano.